# Kaspars Ikstens
Kaspars Ikstens (* 5. Juni 1988 in Riga) ist ein lettischer Fußballtorwart. Er spielt derzeit beim FC Dila Gori in der georgischen Umaghlessi Liga.

## Karriere
Kaspars Ikstens spielte seine erste sowie zweite Profisaison bei Olimps Riga, wo er auch international in der Europa-League-Qualifikation gegen St. Patricks Athletic zum Einsatz kam, bevor Aleksandrs Starkovs, Trainer von Skonto Riga, auf ihn aufmerksam wurde. Zu Saisonbeginn 2010 wechselte er zu Skonto und spielte unter anderem wie auch mit Olimps Riga in der Europa-League-Qualifikation. Gegner war der FC Portadown.
Für Lettlands U-21 war er zuletzt Stammtorwart. Am 3. März 2010 wurde Ikstens für ein Freundschaftsspiel gegen die angolanische Nationalmannschaft berufen, kam aber nicht zum Einsatz.